# Jessie Vargas
Jessie Vargas (Los Ángeles, 10 de mayo de 1989) es un boxeador profesional estadounidense. Fue campeón mundial wélter de la WBO, la WBA y de la IBO en el peso superligero.

## Carrera amateur
Jessie tuvo una carrera amateur de 120-20. Fue Campeón Nacional de México en dos ocasiones, Campeón Nacional de Estados Unidos dos junior y miembro del equipo Olímpico Mexicano en 2008.

## Carrera profesional
En septiembre de 2008, Vargas ganó su debut profesional contra el invicto Joel González por la primera ronda de KO
Vargas llamó la atención cuando, durante una lucha contra Trenton Titsworth, Vargas fue un beso en el cuello y él respondió golpeando Titsworth durante el descanso. Titsworth se acopló dos puntos, uno Vargas.
En su duodécima pelea noqueó a un ex wélter IBO Luz campeón Daniel Sarmiento de Argentina . La pelea fue el evento principal de FSN Night Club 's lucha. En su siguiente pelea Vargas ganó una decisión unánime de ocho asaltos contra el mexicano Ramón Montaño en la cartelera de Amir Khan vs Marcos Maidana .
El 8 de abril de 2011, Vargas detuvo el ex AMB de peso wélter ligero campeón, Vivian Harris . Esta pelea fue televisada por TeleFutura .

## El peso wélter ligero
El 12 de abril de 2014, Vargas ganó su primer campeonato del mundo cuando derrotó Khabib Allakhverdiev por decisión unánime para los títulos de peso wélter junior de la AMB y la IBO.

## Vargas contra DeMarco
El 22 de noviembre de 2014, Vargas hizo su segunda defensa del título contra la superestrella mexicana y ex campeón mundial de peso ligero, Antonio DeMarco . Esta lucha tuvo lugar en el Venetian Macao en Macao , SAR en la cartelera de Pacquiao vs Chris Algieri .

## Peso Wélter
Vargas contra Bradley
Vargas luchó Timothy Bradley el 27 de junio de 2015 a las Stubhub Center . Bradley dominó prácticamente a lo largo de los intercambios, castigar Vargas varias veces para el cuerpo y la cabeza. Mientras que absorben grandes daños, Vargas había mostrado la capacidad de hacer daño a Bradley y con 20 segundos por jugarse en la ronda 12 consiguió un gran golpe que doblaron las rodillas de Bradley y le hizo tropezar a través del anillo. Vargas le siguió y aterrizó más de 2 disparos en la cabeza antes de ser atado cerca de las cuerdas. El árbitro escuchó la advertencia de 10 segundos y erróneamente señaló que la lucha había terminado con 7-8 segundos en el reloj. Vargas creía que tenía noqueado Bradley y celebrado en la cima del tensor. Cuando se restableció el orden se dictaminó que el error del árbitro era imposible fijar y la lucha iría a los cuadros de mando. Bradley, en ese punto, merecía la decisión unánime. Vargas ha hecho un llamamiento para una revancha.

## Vargas contra Ali
Después de Bradley decidió en contra de la revancha, optando en su lugar para luchar contra Manny Pacquiao para una tercera vez . La OMB wélter título quedó vacante. Se anunció que Vargas todavía tendría una oportunidad por el título mundial contra Sadam Ali . En la pelea, Vargas conectó los golpes más eficaces en lo que no era realmente una pelea cerrada. Vargas derribado Ali en rondas ocho y nueve. Vargas conectó un golpe al cuerpo brutal seguido de una derecha a la cabeza a noquear en pie y ganar el título mundial vacante de la OMB. Vargas estaba adelante en todas las tarjetas los jueces en el momento de TKO (79-72, 77-74 dos veces). Vargas acreditado nuevo entrenador Dewey Cooper, su sexto entrenador en ocho años como profesional, para el plan de juego y condicionamiento. Vargas aterrizó 159 golpes de su 428 lanzado en comparación con 118 de 408 aterrizó de Ali.

## Vargas contra las negociaciones Brook
Se anunció el 12 de mayo de 2016 negociaciones para una pelea de unificación con la FIB titular Kell Brook (36-0, 25 KOs) estaban en marcha. Hearn dijo a Sky Sports que había "ofrecido una gran cantidad de dinero" para hacer la pelea se hiciera realidad y mientras concedido Brook podría tener que viajar a Estados Unidos, Vargas insiste en que no está dispuesto a cruzar el Atlántico. [15] Vargas firmó su contrato, gerente , Cameron Dunkin, le dijo a ESPN.com el 1 de junio [16] Eddie Hearn dijo que la pelea se llevará a cabo el 27 de agosto o 3 de septiembre en el carril de Bramall en Sheffield. Vargas se hacen su mayor cartera en $ 1.7 millones en una gran cantidad. [17] Vargas confirmó a través de su Twitter cuenta que la pelea está programada para el 3 de septiembre [18] Las negociaciones fracasaron el 9 de julio para la pelea de unificación del título, cuando estaba Brook anunciado que se iba a mover hasta dos divisiones de peso para desafiar Gennady Golovkin lugar.

## Récord profesional
| 29 Ganadas (11 KOs), 4 Derrotas, 2 Empate |        |                      |      |               |            |                                                 |                                                                        |
| Res.                                      | Record | Oponente             | Tipo | Rd., Tiempo   | Datos      | Localidad                                       | Notas                                                                  |
| D                                         | 29–4–2 | Liam Smith           | TKO  | 10 (12), 0:41 | 2022-04-30 | Madison Square Garden, Nueva York               | Por el vacante título Intercontinental de la WBO del peso superwélter. |
| D                                         | 29–3–2 | Mikey Garcia         | UD   | 12            | 2020-02-29 | The Ford Center at The Star, Frisco             |                                                                        |
| G                                         | 29–2–2 | Humberto Soto        | KO   | 6 (10), 1:48  | 2019-04-26 | The Forum, Inglewood, California                |                                                                        |
| E                                         | 28–2–2 | Thomas Dulorme       | MD   | 12            | 2018-10-06 | Wintrust Arena, Chicago, Illinois               |                                                                        |
| E                                         | 28–2–1 | Adrien Broner        | MD   | 12            | 2018-04-21 | Barclays Center, New York City, New York        |                                                                        |
| G                                         | 28–2   | Aaron Herrera        | UD   | 10            | 2017-12-15 | Pioneer Event Center, Lancaster, California     |                                                                        |
| D                                         | 27–2   | Manny Pacquiao       | UD   | 12            | 2016-11-07 | Thomas & Mack Center, Las Vegas, Nevada         | Pierde el Título Mundial de la WBO del peso wélter.                    |
| G                                         | 27–1   | Sadam Ali            | TKO  | 9 (12), 2:09  | 2016-03-05 | DC Armory, Washington, District of Columbia     | Gana el título vacante de la WBO del peso wélter.                      |
| D                                         | 26–1   | Timothy Bradley      | UD   | 12            | 2015-06-27 | StubHub Center , Carson , California            | Por el título interino de la WBO del peso wélter.                      |
| G                                         | 26–0   | Aaron Medina         | UD   | 12            | 2014-11-22 | The Venetian Macao, Macau, SAR                  | Retiene el título WBA (Regular) del peso superligero.                  |
| G                                         | 25–0   | Anton Novikov        | UD   | 12            | 2014-08-02 | Cosmopolitan of Las Vegas, Las Vegas, Nevada    | Retiene el título WBA (Regular) del peso superligero.                  |
| G                                         | 24–0   | Khabib Allakhverdiev | UD   | 12            | 2014-04-12 | MGM Grand Hotel & Casino, Las Vegas, Nevada     | Gana los títulos WBA (Regular) & IBO del peso superligero.             |
| G                                         | 23–0   | Raymond Narh         | UD   | 10            | 2013-10-11 | Thomas & Mack Center, Las Vegas, Nevada         |                                                                        |
| G                                         | 22–0   | Wale Omotoso         | UD   | 10            | 2013-03-16 | Home Depot Center , Carson , California         | Gana el título vacante WBC Continental Americas del peso wélter.       |
| G                                         | 21–0   | Vito Gasparyan       | UD   | 10            | 2012-12-07 | Texas Station Casino, Las Vegas, Nevada         |                                                                        |
| G                                         | 20–0   | Aaron Martinez       | UD   | 10            | 2012-09-13 | Hard Rock Hotel & Casino, Las Vegas, Nevada     |                                                                        |
| G                                         | 19–0   | Steve Forbes         | UD   | 10            | 2012-05-05 | MGM Grand Hotel & Casino, Las Vegas, Nevada     |                                                                        |
| G                                         | 18–0   | Lanardo Tyner        | UD   | 10            | 2012-02-24 | Hard Rock Hotel & Casino, Las Vegas, Nevada     |                                                                        |
| G                                         | 17–0   | Josésito López       | SD   | 10            | 2011-09-17 | MGM Grand Hotel & Casino, Las Vegas, Nevada     |                                                                        |
| G                                         | 16–0   | Walter Estrada       | KO   | 2 (10), 0:38  | 2011-07-08 | Buffalo Bill's Resort & Casino, Primm, Nevada   |                                                                        |
| G                                         | 15–0   | Vivian Harris        | RTD  | 1 (10), 3:00  | 2011-04-08 | Buffalo Bill's Resort & Casino, Primm, Nevada   |                                                                        |
| G                                         | 14–0   | Cristian Favela      | UD   | 8             | 2011-02-24 | L.A. Live, Los Ángeles, California              |                                                                        |
| G                                         | 13–0   | Ramón Montaño        | UD   | 8             | 2010-12-11 | Mandalay Bay Resort & Casino, Las Vegas, Nevada |                                                                        |
| G                                         | 12–0   | Daniel Sarmiento     | KO   | 1 (8), 1:31   | 2010-09-30 | L.A. Live, Los Ángeles, California              |                                                                        |
| G                                         | 11–0   | Ernesto Zavala       | KO   | 6 (6), 0:33   | 2010-06-24 | MGM Grand Hotel & Casino, Las Vegas, Nevada     |                                                                        |
| G                                         | 10–0   | Arturo Morua         | TKO  | 6 (8), 1:20   | 2010-05-01 | L.A. Live, Los Ángeles, California              |                                                                        |
| G                                         | 9–0    | Robert Luna, Jr.     | TKO  | 1 (6), 1:56   | 2010-02-25 | L.A. Live, Los Ángeles, California              |                                                                        |
| G                                         | 8–0    | Rickey Kinney        | UD   | 4             | 2010-01-29 | Palms Casino Resort, Las Vegas, Nevada          |                                                                        |
| G                                         | 7–0    | Travis Hartman       | TKO  | 2 (6), 2:31   | 2009-12-02 | Liacouras Center, Philadelphia, Pennsylvania    |                                                                        |
| G                                         | 6–0    | Raul Tovar           | UD   | 6             | 2009-09-19 | MGM Grand Hotel & Casino, Las Vegas, Nevada     |                                                                        |
| G                                         | 5–0    | Anthony Lenk         | UD   | 6             | 2009-04-17 | Buffalo Bill's Resort & Casino, Primm, Nevada   |                                                                        |
| G                                         | 4–0    | Antonio Sorria       | UD   | 4             | 2008-12-05 | Chumash Casino Resort, Santa Ynez, California   |                                                                        |
| G                                         | 3–0    | Michael Lynks        | RTD  | 2 (4), 3:00   | 2008-11-01 | The Home Depot Center, Carson, California       |                                                                        |
| G                                         | 2–0    | Trenton Titsworth    | UD   | 4             | 2008-10-04 | Pechanga Resort & Casino, Temecula, California  |                                                                        |
| G                                         | 1–0    | Joel Gonzalez        | KO   | 1 (4), 0:59   | 2008-09-05 | Buffalo Bill's Resort & Casino, Primm, Nevada   | Debut profesional de Vargas.                                           |